# Jorge López Páez
Félix Jorge López Páez (Huatusco, 28 de noviembre de 1922 - Ciudad de México, 28 de abril de 2017) fue un novelista y cuentista mexicano. Perteneció a la llamada Generación de medio siglo y fue integrante del Sistema Nacional de Creadores de Arte del Consejo Nacional para la Cultura y las Artes (Conaculta) desde 1994. En su larga trayectoria profesional publicó casi veinte títulos. 

## Publicaciones
Novela
- El solitario Atlántico, 1958
- Hacia el amargo mar, 1964
- Mi hermano Carlos, 1965
- Pepe Prida: récit vécu, 1965
- In memoriam tía Lupe, 1974
- La costa, 1980
- Silenciosa sirena, 1988
- Los cerros azules, 1993
- Mi padre el general, 2004
- ¡A huevo, Kuala Lumpur!, 2012
- Clara Deschamps Escalante, 2022 (póstumo)

Cuento
- Los invitados de piedra, 1962
  - Contenido: «El amigo de Pancho Cortina»; «Josefina Escobedo»; «Después del baño»; «Los invitados de piedra»; «Las corbatas del Sr. Bañuls»; «El viaje de Berenice»; «Para Emilia».
- Doña Herlinda y su hijo: y otros hijos, 1993
- Lolita, toca ese vals, 1994
- De Jalisco las tapatías, 1999
- El nuevo embajador y otros cuentos, 2004
- El chupamirto y otros relatos, 2010
- Sin ganas de Ghana otros relatos, 2022 (póstumo)

## Adaptaciones cinematográficas
El cineasta mexicano Jaime Humberto Hermosillo, basándose en el cuento homónimo de López Páez, realizó en 1985 Doña Herlinda y su hijo, una comedia sobre los amores homoeróticos de dos hombres de clase media, guapos, atléticos y viriles. Doña Herlinda y su hijo se estrenó exitosamente en diversos festivales internacionales: el XV Festival Nuevos Directores – Nuevas Películas en el Museo de Arte Moderno de Nueva York (1986), el XXX Festival de Cine de Londres (1986), y el Festival de Amiens (Francia) (1986), entre otros.

## Premios y distinciones
- Premio Xavier Villaurrutia por Los cerros azules en 1993
- Premio Internacional de cuento La palabra y el hombre por Lolita toca ese vals en 1994
- Premio Mazatlán de Literatura 2003 por Antología
- Premio Nacional de Ciencias y Artes en el área de Lingüística y Literatura 2008.[2]